# Notre-Dame-de-l’Assomption (Isômes)

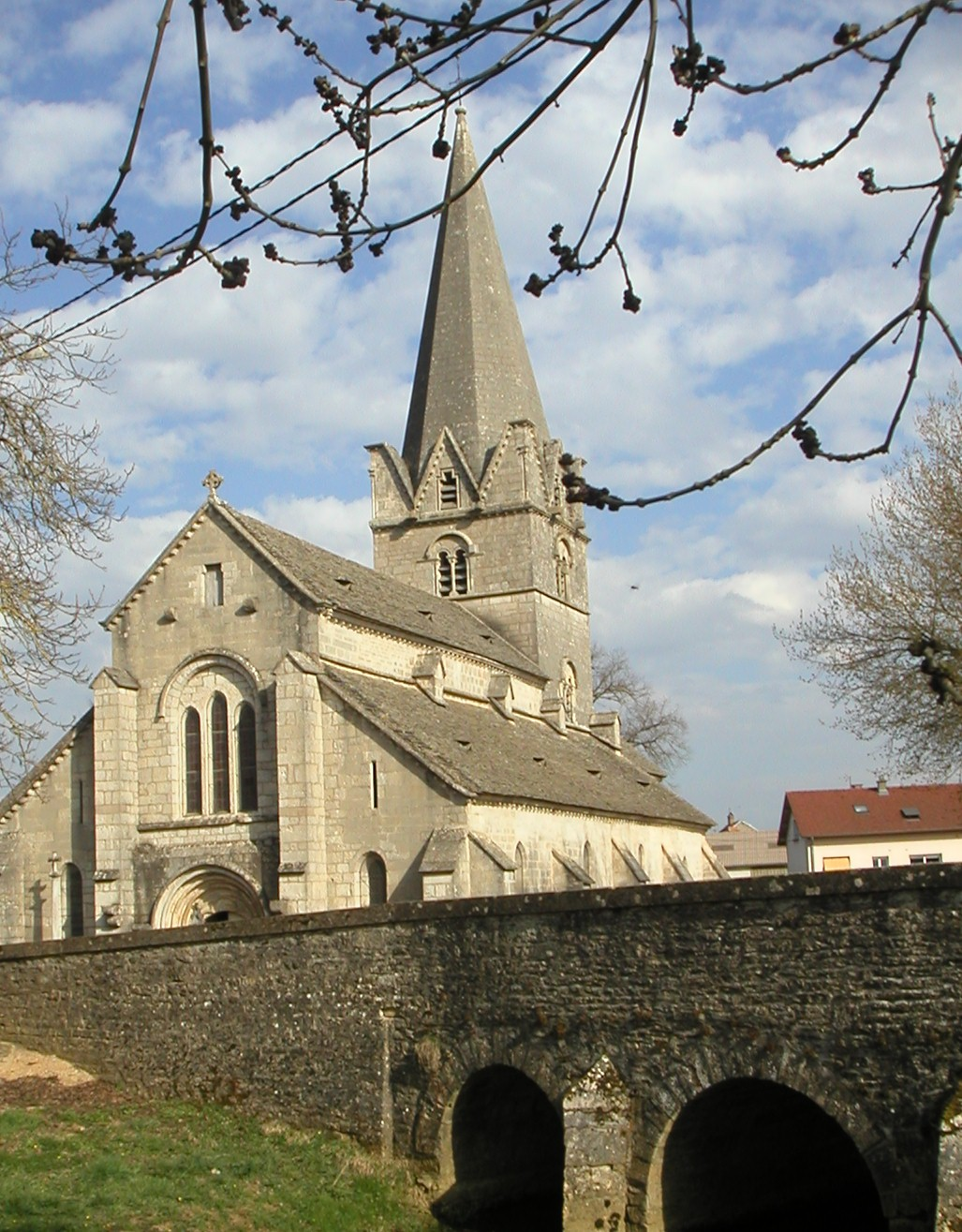
Die Kirche Notre-Dame

Die römisch-katholische Kirche Notre-Dame in Isômes, einer französischen Gemeinde im Département Haute-Marne, ist eine im 13. Jahrhundert errichtete gotische Kirche. Seit 1840 ist sie als Monument historique klassifiziert.

## Geschichte
Die Kirche wurde in zwei Abschnitten errichtet. Der erste umfasste die Ostteile mit Chor und Glockenturm sowie die unteren Teile der Außenmauern. Das Langhaus wurde erst in einem zweiten Bauabschnitt vollendet. Dabei wurde von einem dem Zisterzienserstil des 12. Jahrhunderts entlehnten Konzeption auf den nüchternen Stil des zweiten Drittels des 13. Jahrhunderts übergegangen. Bis zum 19. Jahrhundert wurde die Kirche nur wenig verändert. Ab 1849 unternahm Émile Boeswillwald eine Restaurierung. Das Dach und ein Teil der Fassade stürzten 1891 ein; daraufhin wurde die Gesamtanlage restauriert.

## Architektur

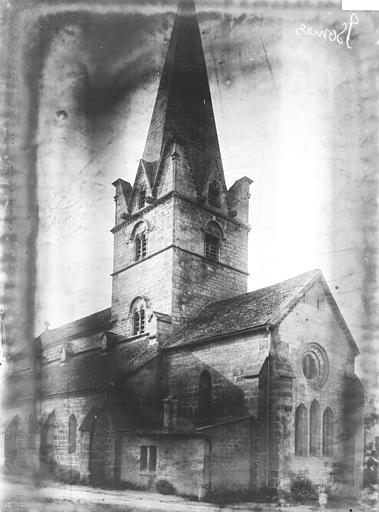
Historische Aufnahme von Camille Enlart

Die Kirche ist eine dreischiffige Anlage. Sie hat einen quadratischen Ostturm mit einem Spitzhelm. Das Langhaus besitzt vier Joche. Der Chor ist rechteckig mit einem geraden Abschluss.